# Petrus' Bandenkerk (Overschie)
De H. Petrus' Bandenkerk is een voormalige katholieke kerk in de deelgemeente Overschie in Rotterdam. De kerk is vernoemd naar het katholieke feest Sint-Petrus' Banden.
De katholieke gemeenschap in Overschie kreeg in de jaren 1820 toestemming een eigen kerk te bouwen. Met financiële steun van de overheid werd een waterstaatskerk in neoclassicistische stijl gebouwd, naar een ontwerp van de Rotterdamse stadsarchitect Pieter Adams. De kerk werd in 1831 ingewijd.
De kerk heeft een typerende entree in de vorm van de façade van een Griekse tempel, met aan beide zijden van de ingang twee zuilen in de dorische orde. In de kerk staat nog een gebeeldhouwde preekstoel. Het gebouw is een rijksmonument.
De Petrus' Bandenkerk behoorde samen met de kerk van O.L.V. Altijddurende Bijstand aan de Burg. Baumannlaan bij de Bernadetteparochie. Beide kerken zijn inmiddels aan de eredienst onttrokken.